# Псалом 101

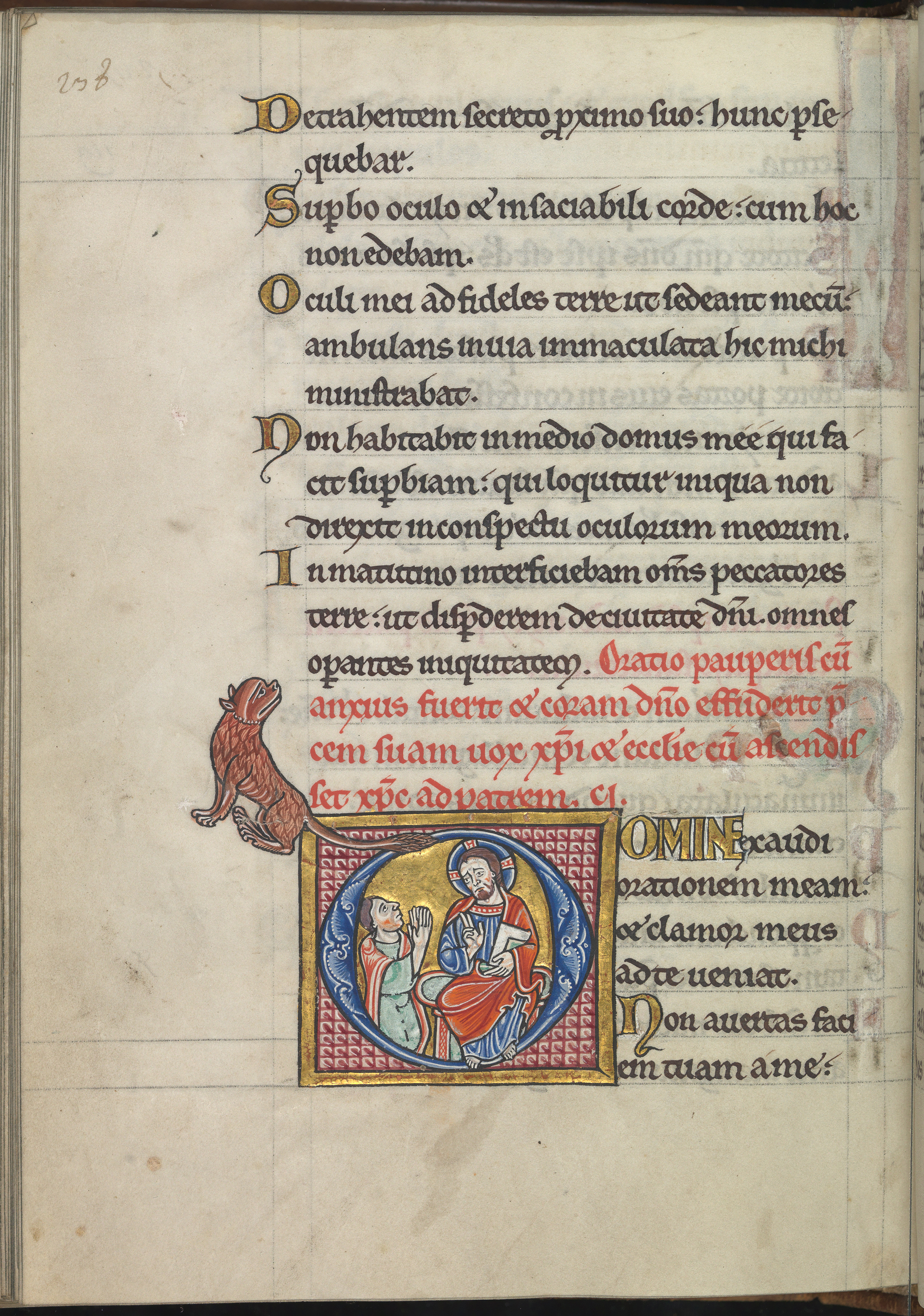
101-й псалом на листе из Псалтири Алиеоноры Аквитанской

Сто пе́рвый псало́м — 101-й псалом из книги Псалтирь (102-й в масоретской нумерации). Известен по латинскому инципиту Domine exaudi orationem meam, «Господи услыши молитву мою».
Представляет собой размышление в тягостных обстоятельствах, причём страдания автора вызваны не столько болезнью в сочетании с несправедливыми обвинениями, сколько немилостью Господней. «Стержень» псалма — постоянное чувство одиночества и отчаяния человека в окружении врагов. Это один из семи «покаянных» псалмов, хотя псалмопевец не исповедует свой грех, а оплакивает положение, в котором он оказался, когда Господь отнял прежнюю милость и обрушил на него Свой гнев.
«Король проповедников» Чарльз Сперджен отметил, что по духу это молитвенный псалом. И хотя формальных прошений в нём мало, дух мольбы и страданий звучит в каждом стихе. «Эта скрытая молитва, словно подводное течение, несёт свои стоны и взывания к небесам в форме скорбных восклицаний и исповеданий веры, составляющих основу всего псалма», писал Сперджен.
С точки зрения христианского богословия, псалом содержит мессианский фрагмент. Стихи 26—28 процитированы в Новом Завете (Евр. 1:10—12) и относятся к Иисусу Христу, подчёркивая Его владычество и Его роль судьи сотворённого мира.

## Особенности

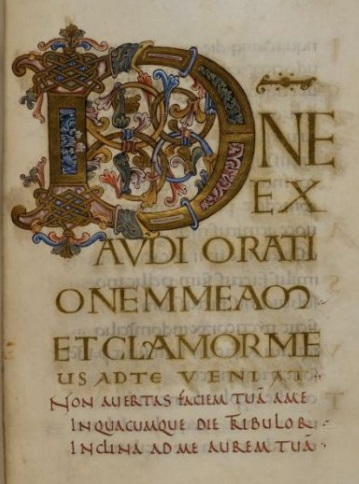
Начало псалма на латыни в Псалтири Рамсея, X век

Автор — неизвестен, в надписании псалма он называет себя «страждущим». Необычное надписание раскрывает содержание произведения. Изложенные здесь мысли перекликаются с содержание псалмов 21, 68, 78, а также некоторыми мыслями и высказываниями в главах 40—66 Книги пророка Исайи.
В масоретском тексте и Септуагинте у псалма есть отличия. В частности, в 24-м стихе, предшествующем «гимну» Божьему величию над творением (Пс. 101:26—28) в масоретском тексте значится «Он изнурил» (или «Он сокрушил»). В то время как в Септуагинте эти слова переведены как «Он ответил». При таком переводе слова из рассматриваемой цитаты могут восприниматься как слова Яхве, обращённые к кому-то, названному «Господом», и в таком случае они относятся к божественной Мудрости или Мессии (что отражается и на понимании следующего далее «гимна».

## Содержание

### Стихи 2—12
Страдающий автор псалма молит Бога о скором ответе, потому что его скорбь и уныние достигли предела. Своё бедственное положение он описывает с помощью череды образов. Исчезнувшие дни он уподобляет дыму, а горечь мыслей так глубоко проникла внутрь, что и «кости мои, как головня». Сердце его «поражено, и иссохло, как трава». Он сравнивает себя с нечистыми птицами (Лев. 11:17, 18) в пустыне и на развалинах. Он потерял аппетит и сон. Он терпит поношение от врагов. «Злобствующие на меня клянут мною», говорит он в 9-м стихе, подразумевая, что тем, кого клянут, желают таких же несчастий как псалмопевцу.
Слова 10-го стиха «я ем пепел, как хлеб» можно понимать образно, однако они также могут означать, что автор посыпает пеплом голову. Причину своих страданий он видит в Божьем гневе. Слова «Ты вознёс меня и низверг меня» (11-й стих) говорят, что псалмопевец знал гораздо лучшие дни но Богом был погружён в пучину бедствий.

### Стихи 13—23

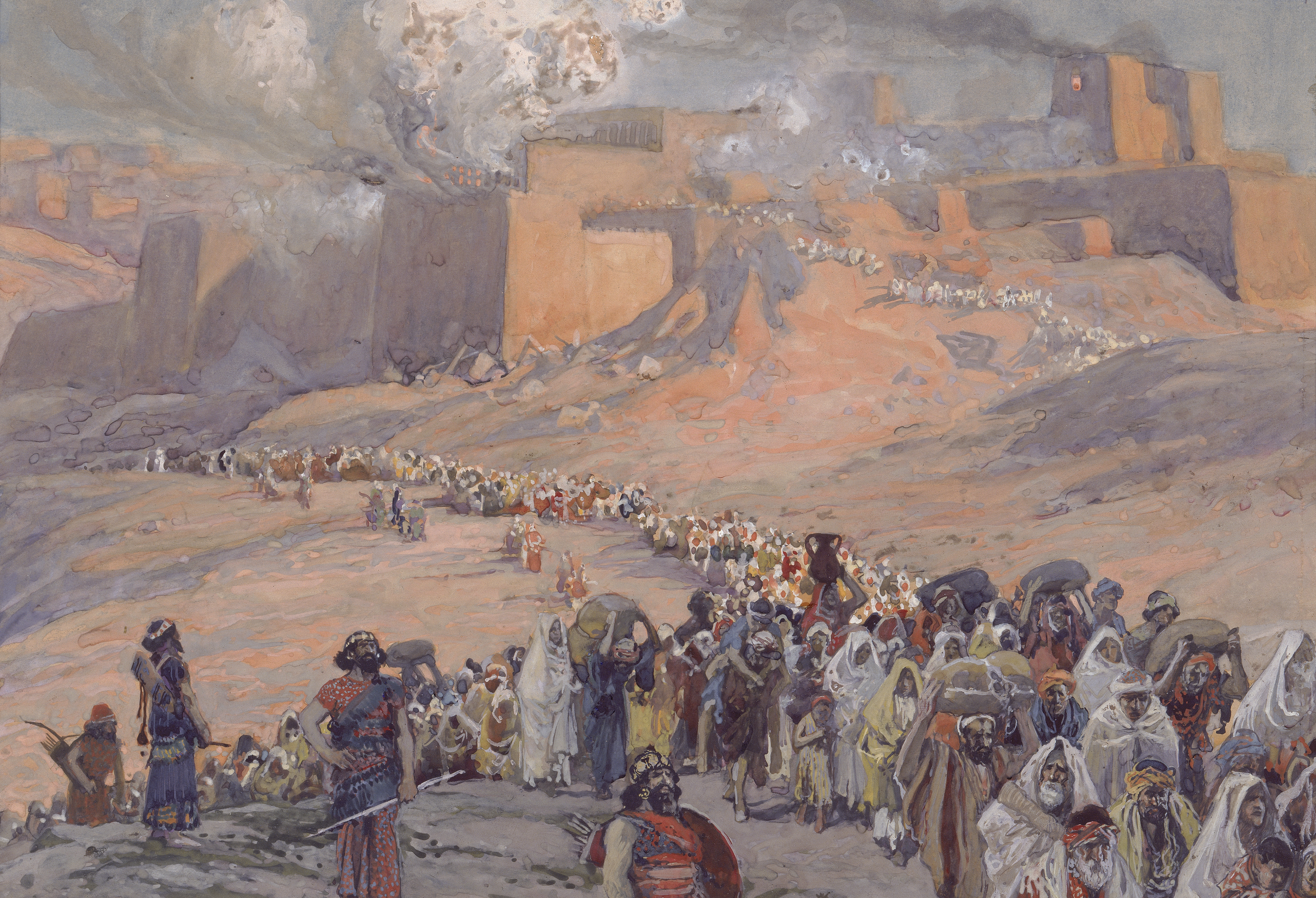
Увод пленников из Иерусалима в Вавилон. «…умилосердишься над Сионом, ибо время помиловать его, — ибо пришло время»

Псалмопевец внезапно переходит к размышлениям о вечности Божьего бытия. Из 12-го стиха можно сделать вывод, что страдания автора связаны со страданием всего Сиона (то есть Иерусалима), и псалом, по-видимому был написан в связи с каким-то бедствием, обрушившимся на город. В то же время в размышлениях возникает мажорная нотка, Бог умилосердится над Сионом, потому что пришло время помиловать его. Поющий напоминает Господу, как жители любят Иерусалим, и камни его, и даже прах (то есть пыль). Его надежда на Божью милость к городу крепнет «ибо созиждет Господь Сион» (стих 17).
Автор уже не сомневается, что «по молитве беспомощных» Господь вернёт городу славу Свою, которую убоятся народы и цари земные. Потомки узнают о сделанном Господом и они так же восхвалят Того, Кто пристально следит за происходящим на земле, чтобы «услышать стон узников» и освободить обречённых на смерть (стих 21). Ибо и они с благодарностью вознесут хвалу Богу. Особую уверенность ему в исполнении молитвы он чувствует потому, что она касается не его, а Божией славы.

### Стихи 24—29

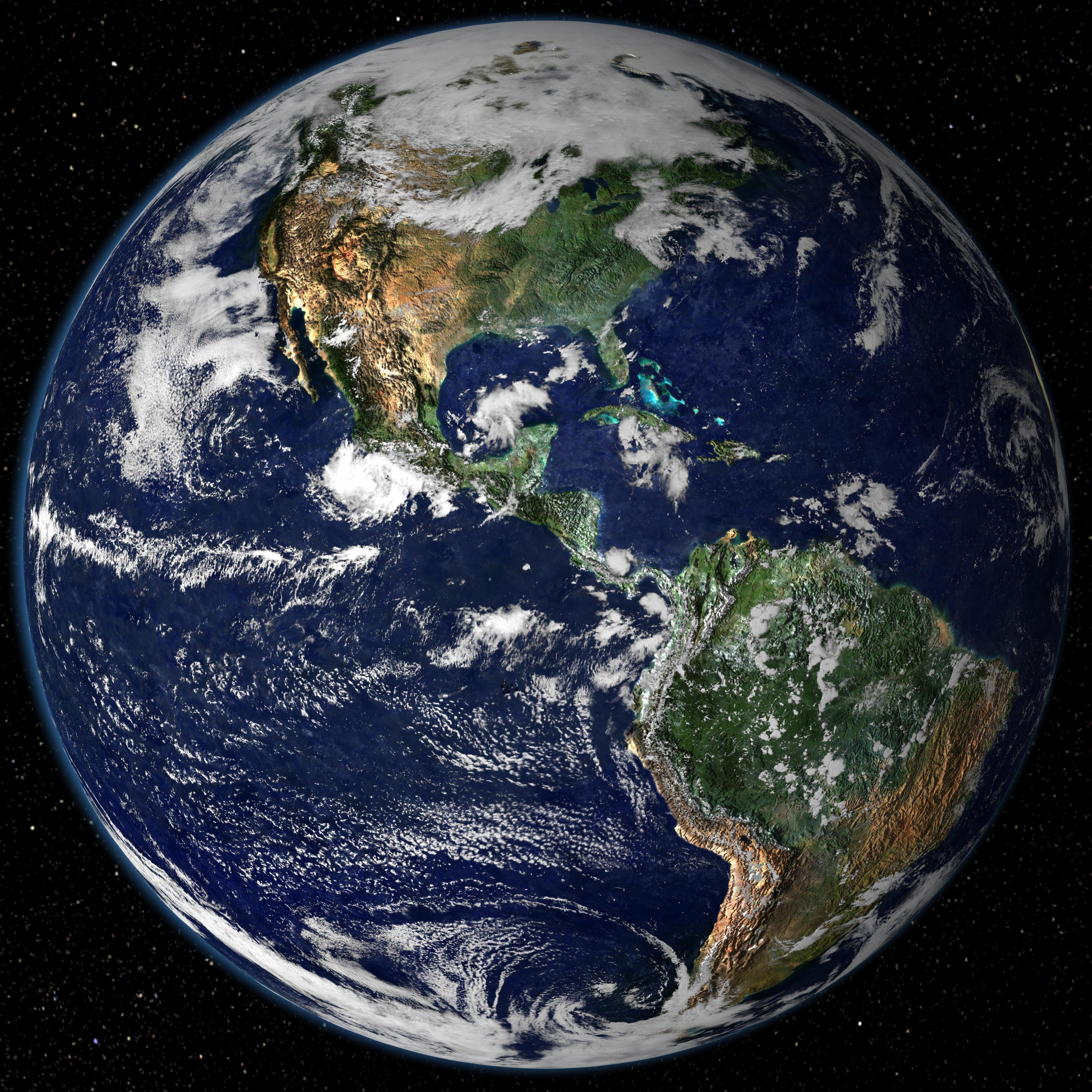
«В начале Ты, [Господи,] основал землю, и небеса — дело Твоих рук; они погибнут, а Ты пребудешь; и все они, как риза, обветшают, и, как одежду, Ты переменишь их, и изменятся; но Ты — тот же, и лета Твои не кончатся»

И вновь тема размышлений меняется, псалмопевец предчувствует приближение конца своего земного пути и возвращается к сетованиям на свои допущенные Господом страдания, сократившие время жизни. Он просит не забирать его сейчас, когда он прожил лишь половину своих дней. Жизнь Господа — бесконечна, пусть и Он несколько продлит дни псалмопевца.
Стихи 26—28 представляют собой краткий и торжественные гимн величию и неизменности в вечности Господа. Эти строки подчёркивают временность творения (перекликается с 2Пет. 3:10; Откр. 21:1). Этот «гимн» процитирован в Евр. 1:10—12, где Господь отождествлён с Иисусом Христом, Создателем неба и земли.
В последнем стихе псалма автор выражает надежду, что евреи исполнят своё идеальное предназначение — жить в согласии с Господом и из рода в род утверждаться перед Его лицом (что не вполне соответствует реальности).

## В Новом Завете

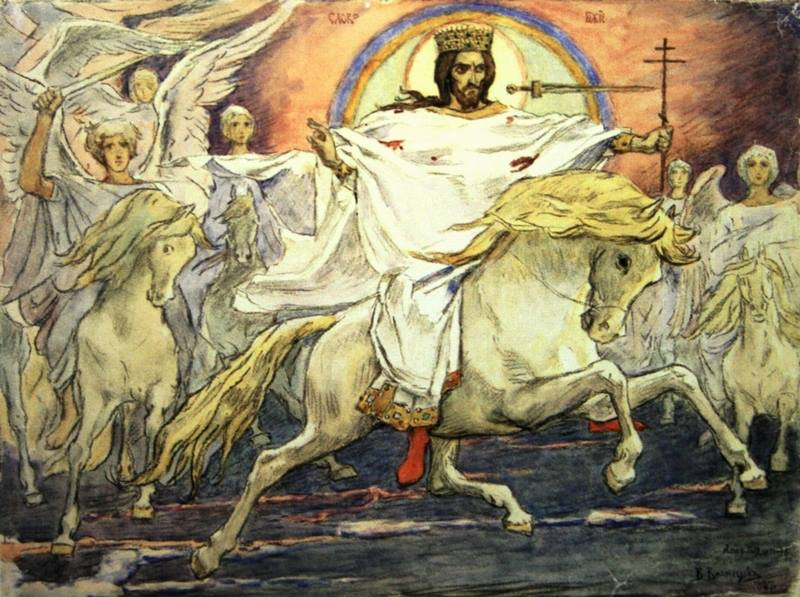
Христиане ждут, что Христос в окружении войска ангелов явится для суда над миром

Отрывок Пс. 101:26—28 цитирован в Новом Завете, в Послании к Евреям (Евр. 1:10—12) в контексте решающего превосходства Иисуса Христа над ангелами и описывает Его роль в сотворении неба и земли, а также в завершении существования прежнего мира. В частности, цитата использована для усиления акцента на положении Сына, указывая на Его владычество над творением.
Как и другие авторы Нового Завета, автор Послания к Евреям считает Сына посредником Бога Отца в сотворении мира. Кроме того, именно Сыну всё творение подчинится в конце времён в День Господень, считает автор. Христу предстоит вершить суд над землёй, когда вся вселенная погибнет, а устоит лишь Царство Божие.
Как в использованной цитате, так и в предшествующем стихе Евр. 1:8 подчёркивается значение вечности Христа, важное для некоторых тем Послания к Евреям (особенно темы Его вечного первосвященства). Помимо прочего, эта христологическая составляющая распространяется и на тему верующих в Него, которые также «пребудут» с Ним в вечности и станут наследниками Небесного Иерусалима. Скоротечность материального мира и земной человеческой жизни побуждают людей искать опору в вечности существа Божия. Таким образом, положение Сына в вечности влияет и на благополучие верующих в него — участников нового завета со Христом.

## Богослужебное использование
Православие
101-й псалом поют на Великом повечерии, в чине 12-и псалмов, во время Великого поста, на утрене праздников Богоявление и Благовещение. Отдельные стихи псалма поют по разным случаям.
101:2 «Господи! услышь молитву мою, и вопль мой да придёт к Тебе» поют при соборовании, в чине присоединения к православию пятидесятника, католика, лютеранина.
101:3 «не скрывай лица Твоего от меня; в день скорби моей приклони ко мне ухо Твое; в день, [когда] воззову [к Тебе], скоро услышь меня» поют при бездожии.
101:4 «ибо исчезли, как дым, дни мои, и кости мои обожжены, как головня» поют во время губительнаго поветрия и смертоносныя заразы.
101:13 «Ты же, Господи, вовек пребываешь, и память о Тебе в род и род» поют на панихиде, соборовании, в чине погребения младенцев, в чине погребения священников, на службе об усопших.
Иудаизм
Псалом поют в Слихот.
Католицизм
По уставу святого Бенедикта, 101-й псалом пели на утрени в субботу.

## Комментарии
1. ↑  Это часто встречающийся в Ветхом Завете образ бедствия и гибели, сравните с 36:2, Пс. 102:15, 16; Ис. 40:6—8[3].
2. ↑  Есть предположение, что речь идёт о восстановлении Иерусалима и Храма после разрушения их вавилонянами и о возвращении пленников в родную землю (см. статью «Вавилонский плен»)[2][5]. Однако, насколько известно, вавилонских пленников не приговаривали к смерти и условия жизни там были приемлемы, потому лишь незначительная часть пленников пожелала, когда представилась возможность, вернуться обратно. Поэтому трудно представить автора среди пленников, скорее он выглядит очевидцем плена и разрушений[5]
3. ↑  На основании 14 стиха сделано ещё одно предположение, согласно которому псалом мог быть написан примерно в то время, когда, по мнению псаломпевца, пророчеству Иеремии о семидесяти годах вавилонского плена надлежало исполниться (Иер. 25:11, 12, 29:10, см. также Дан. 9:2)[7].
4. ↑  Возможно, псалмопевец опасался, что не застанет время возрождения Иерусалима и Храма[12].